# آنا سوکولف
آنا سوکولف (۹ فوریه ۱۹۱۰ - ۲۹ مارس ۲۰۰۰) رقصنده و رقص‌پرداز آمریکایی بود. او یکی از بنیان‌گذاران اکتورز استودیو است.

## آموزش
او آموزش رقص و اجرا همراه با مربیان را در خانه امانوئل آغاز کرد. او در اوایل نوجوانی، مدرسه را برای تمرین تمام‌وقت ترک گفت. سپس با جدیت در مکانی که بعدها به مدرسه تئاتر نیبورهود پلی‌هاوس مبدل شد، به فراگیری رقص پرداخت و از اساتیدی چون بلانش تلمود، بیرد لارسن، مارتا گراهام و لوئیس هورست استفاده کرد.

## زندگی حرفه‌ای
او کار حرفه‌ای خود را در ۱۹۲۹ به عنوان یکی از اعضای کمپانی رقص مارتا گراهام آغاز کرد. با آغاز دهه ۱۹۳۰، خودش را با سیاسی شدن جنبش رقص رادیکال پیوند داده و با استفاده از آن، اثر «سه‌گانه ضدجنگ» خود را توسعه داد (۱۹۳۳). در ۱۹۳۶، او اولین کمپانی رقص خودش را سازماندهی کرد. او همچنین با افراد آگاه گروه رقص جدید و اتحادیه رقص کارگران، مرتبط بود. بر اساس نظر الن گراف، مورخ رقص، کار کردن سوکولف با این گروه‌ها، ابزاری برای تغییر سبک تبلیغاتی در رقص‌های سیاسی اولیه، با درهم آمیختن آن با استانداردهای حرفه‌ای و هنری در حال ظهور در رقص جدید بوده‌است. در طول دهه‌های ۱۹۳۰ و ۴۰، او آثار انفرادی و گروهی زیادی را با برگزیدن موضوعاتی چون بهره‌کشی از کارگران و مشکلات رو به رشد یهودیان در آلمان، طراحی و اجرا کرد. برای برخی از کارهای این دوره از جمله «سه‌گانه ضدجنگ»، آلکس نورث آهنگسازی کرده‌است.
در ۱۹۳۹، ارتباط مادام‌العمر وی با رقص در مکزیک و اسرائیل آغاز شد. کار او برای دبیرخانه آموزش همگانی، به ایجاد آکادمی ملی رقص یاری رساند. او در اسرائیل، برای کمپانی‌های بزرگ رقص از جمله باتشوا، اینبال و لیریک تیاتر، رقص‌پردازی کرد.
آثار او پر است از تصاویر دراماتیک معاصر که طیف وسیعی از تجارب انسانی را آشکار کرده و تنش و بیگانگی او از زمانه خودش را به نمایش می‌گذارد. اتاق‌ها (۱۹۵۵) که شامل موسیقی کنیون هاپکینز برای یک گروه جاز است، به از خودبیگانگی شهری پرداخته در حالی که رویاها (۱۹۶۱) از بطن وحشت از هولوکاست برخاسته است. دیگر آثار مدرن او شامل شعر سوئیت (۱۹۵۴)، اودس (۱۹۶۵) و اپوس ۶۵ (۱۹۶۵) است. در ۱۹۹۱، آنا کیسلگف زیباشناسی آثار سولوکف را در زمره اکسپرسیونیسم آمریکایی آورد و اضافه کرد «سکون و آرامش، بخش بزرگی از رقص‌پردازی او را تشکیل می‌دهد و او می‌تواند هستی را در سکون به نمایش بگذارد.»
او علاوه بر کار کردن به عنوان یک طراح رقص، آموزگاری تأثیرگذار برای بازیگران در رقص و حرکت به حساب می‌آمد. او از سال ۱۹۵۸ تا ۱۹۹۳ در مدرسه جولیارد، آن‌چه را «روش رقصیدن» می‌نامید، آموزش داد.
او همچنین حرکت را به بازیگران اکتورز استودیو، مدرسه تئاتر لینکلن و استودیوی اچ‌بی تدریس می‌کرد.
او در سال ۱۹۹۸ به عنوان یکی از مشاهیر رقص در سالن مشاهیر موزه ملی رقص آقا و خانم کورنلیوس واندربیت ویتنی پذیرفته شد.